# Ierland op de Olympische Zomerspelen 1960
Ierland nam deel aan de Olympische Zomerspelen 1960 in Rome, Italië. Voor het eerst sinds 1948 werd geen medaille gewonnen.

## Deelnemers en resultaten

### Atletiek
| Olympiër       | Discipline            | Resultaat | Prestatie                                             |
| -------------- | --------------------- | --------- | ----------------------------------------------------- |
| Patrick Lowry  | 100m (m)              | 32e       | serie 3: 6de in 10,9                                  |
| Patrick Lowry  | 200m (m)              | 39e       | serie 6: 5de in 22,1                                  |
| Ronnie Delany  | 800m (m)              | 19e       | serie 8: 3de in 1.51,19 kwartfinale 3: 6de in 1.51,42 |
| Michael Hoey   | 5000m (m)             | 36e       | serie 1: 10de in 15.00,52                             |
| Willie Dunne   | marathon (m)          | 42e       | 2:33.08                                               |
| Gerry McIntyre | marathon (m)          | 22e       | 2:26.03                                               |
| Bertie Messitt | marathon (m)          | DNF       | niet gefinisht                                        |
| Frank O'Reilly | 50km snelwandelen (m) | 20e       | 4:54.40                                               |
| John Lawlor    | kogelslingeren (m)    | 4e        | kwalificatie: 7de met 62,10m finale: 4de met 64,95m   |
|                |                       |           |                                                       |
| Maeve Kyle     | 100m (v)              | 28e       | serie 5: 5de in 12,59                                 |
| Maeve Kyle     | 200m (v)              | 24e       | serie 6: 5de in 25,06                                 |

### Boksen
| Olympiër      | Discipline  | Resultaat | Prestatie                                                                              |
| ------------- | ----------- | --------- | -------------------------------------------------------------------------------------- |
| Adam McLean   | -51kg (m)   | 17e       | 1ste ronde: vrij 2de ronde: V van NGR Young: 1-3                                       |
| Patrick Kenny | -54kg (m)   | 9e        | 1ste ronde: vrij 2de ronde: W van SUI Anner: 5-0 3de ronde: V van USA Armstrong: 2-3   |
| Ando Reddy    | -57kg (m)   | 9e        | 1ste ronde: W van FRA Juncker: 3-2 2de ronde: V van CHN Bekker: 0-5                    |
| Danny O'Brien | -60kg (m)   | 9e        | 1ste ronde: vrij 2de ronde: W van CUB Aguilera: 5-0 3de ronde: V van ITA Lopopolo: 0-5 |
| Bernie Meli   | -63,5kg (m) | 9e        | 1ste ronde: vrij 2de ronde: W van GRE Mikhail: 5-0 3de ronde: V van TCH Němeček: 0-5   |
| Harry Perry   | -67kg (m)   | 17e       | 1ste ronde: vrij 2de ronde: V van KOR Kim: 2-3                                         |
| Michael Reid  | -71kg (m)   | 9e        | 1ste ronde: W van BRA Crescêncio: 4-1 2de ronde: V van POL Dampc: 0-5                  |
| Eamonn McKeon | -75kg (m)   | 9e        | 1ste ronde: W van TUN Gandoubi: 5-0 2de ronde: V van RSA van Rooyen: 0-5               |
| Colm McCoy    | -81kg (m)   | 17e       | 1ste ronde: V van FIN Aho: 1-4                                                         |
| Joe Casey     | +81kg (m)   | 17e       | 1ste ronde: V van YUG Sretenović: 1-4                                                  |

### Gewichtheffen
| Olympiër      | Discipline  | Resultaat | Prestatie                                                                                 |
| ------------- | ----------- | --------- | ----------------------------------------------------------------------------------------- |
| Sammy Dalzell | -60kg (m)   | 22e       | drukken: 24ste met 80kg trekken: 22ste met 82,5kg stoten: 23ste met 107,5kg totaal: 270kg |
| Tommy Hayden  | -67,5kg (m) | 22e       | drukken: 26ste met 95kg trekken: 24ste met 95kg stoten: 25ste met 117,5kg totaal: 307,5kg |

### Paardensport
| Olympiër                                                        | Discipline  | Resultaat | Prestatie                               |
| Eventing                                                        | Eventing    | Eventing  | Eventing                                |
| --------------------------------------------------------------- | ----------- | --------- | --------------------------------------- |
| Tony Cameron                                                    | individueel | 27e       | 251,55 strafpunten                      |
| Harry Freeman-Jackson                                           | individueel | DNF       | niet gefinisht                          |
| Eddie Harty                                                     | individueel | 9e        | 112,30 strafpunten                      |
| Ian Hume-Dudgeon                                                | individueel | 30e       | 310,15 strafpunten                      |
| Tony Cameron Harry Freeman-Jackson Eddie Harty Ian Hume-Dudgeon | team        | 15e       | 416,51 strafpunten                      |
| Springconcours                                                  |             |           |                                         |
| Sean Daly                                                       | individueel | DNF       | 1ste ronde: 40ste met 40,25 strafpunten |
| Éamon O'Donohoe                                                 | individueel | DNF       | 1ste ronde: 19de met 20 strafpunten     |
| Billy Ringrose                                                  | individueel | DNF       | 1ste ronde: 41ste met 41 strafpunten    |
| Sean Daly Éamon O'Donohoe Billy Ringrose                        | team        | DNF       | niet gefinisht                          |

### Schermen
| Olympiër                                                      | Discipline     | Resultaat | Prestatie                                   |
| ------------------------------------------------------------- | -------------- | --------- | ------------------------------------------- |
| Christopher Bland                                             | degen (m)      | 66e       | 1ste ronde groep 6: 6de met 1 overwinning   |
| George Carpenter                                              | degen (m)      | 51e       | 1ste ronde groep 3: 5de met 3 overwinningen |
| Tom Kearney                                                   | degen (m)      | 79e       | 1ste ronde groep 12: 7de met 1 overwinning  |
| George Carpenter Christopher Bland Brian Hamilton Tom Kearney | degen team (m) | 15e       | 1ste ronde groep 4: 3de met 0 overwinningen |
| Brian Hamilton                                                | floret (m)     | 60e       | 1ste ronde groep 12: 5de met 1 overwinning  |
| Harry Thuillier                                               | floret (m)     | 65e       | 1ste ronde groep 5: 6de met 1 overwinning   |
|                                                               |                |           |                                             |
| Shirley Armstrong                                             | floret (v)     | 42e       | 1ste ronde groep 5: 5de met 1 overwinning   |

### Wielersport
| Olympiër       | Discipline       | Resultaat | Prestatie                       |
| Baan           | Baan             | Baan      | Baan                            |
| -------------- | ---------------- | --------- | ------------------------------- |
| Michael Horgan | sprint (m)       | 22e       | serie 10: 3de herkansingen: 2de |
| Martin McKay   | sprint (m)       | 22e       | serie 5: 3de herkansingen: 2de  |
| Michael Horgan | tijdrit (m)      | 22e       | 1.17,18..                       |
| Weg            |                  |           |                                 |
| Peter Crinnion | wegwedstrijd (m) | DNF       | niet gefinisht                  |
| Sonny Cullen   | wegwedstrijd (m) | DNF       | niet gefinisht                  |
| Séamus Herron  | wegwedstrijd (m) | DNF       | niet gefinisht                  |

### Worstelen
| Olympiër      | Discipline  | Resultaat   | Prestatie                                                                           |
| Vrije stijl   | Vrije stijl | Vrije stijl | Vrije stijl                                                                         |
| ------------- | ----------- | ----------- | ----------------------------------------------------------------------------------- |
| Seán O'Connor | -52kg (m)   | 13e         | 1ste ronde: V van PAK Nawab 2de ronde: V van JPN Matsubara                          |
| Dermot Dunne  | -57kg (m)   | 13e         | 1ste ronde: W van SMR Mancini 2de ronde: V van KOR Im 3de ronde: V van ITA Chinazzo |
| Joe Feeney    | -73kg (m)   | 17e         | 1ste ronde: V van IND Chand 2de ronde: V van BUL Kazanov                            |
| Gerry Martina | -87kg (m)   | 19e         | 1ste ronde: V van RSA van Zyl                                                       |

### Zeilen
| Olympiër                                         | Discipline      | Resultaat | Prestatie                          |
| ------------------------------------------------ | --------------- | --------- | ---------------------------------- |
| John Somers Payne                                | finn klasse     | 18e       | 3169 punten: (26-18-14-13-4-24-16) |
| John Patrick A. Hooper Charles Peter Gray        | flying dutchman | 10e       | 4258 punten: (11-19-11-1-17-8-12)  |
| Arthur J. Mooney Robert G. Benson David A. Ryder | drakenklasse    | 12e       | 3636 punten: (11-18-5-9-13-7-8)    |

Afghanistan · Argentinië · Australië · Bahama's · België · Bermuda · Birma · Brazilië · Brits-Guiana · Bulgarije · Canada · Ceylon · Chili · Colombia · Cuba · Denemarken · Duits eenheidsteam · Ethiopië · Fiji · Filipijnen · Finland · Frankrijk · Ghana · Griekenland · Groot-Brittannië · Haïti · Hongarije · Hongkong · Ierland · IJsland · India · Indonesië · Irak · Iran · Israël · Italië · Japan · Joegoslavië · Kenia · Libanon · Liberia · Liechtenstein · Luxemburg · Malakka · Malta · Marokko · Mexico · Monaco · Nederland · Nederlandse Antillen · Nieuw-Zeeland · Nigeria · Noorwegen · Oeganda · Oostenrijk · Pakistan · Panama · Peru · Polen · Portugal · Puerto Rico · Roemenië · San Marino · Singapore · Soedan · Sovjet-Unie · Spanje · Suriname · Taiwan · Thailand · Tsjecho-Slowakije · Tunesië · Turkije · Uruguay · Venezuela · Verenigde Arabische Republiek · Verenigde Staten · Vietnam · West-Indische Federatie · Zuid-Afrika · Zuid-Korea · Zuid-Rhodesië · Zweden · Zwitserland